# Alpha Centauri (cheval)
Pour les articles homonymes, voir Alpha Centauri (homonymie).
Alpha Centauri, née en 2016, est une jument de course pur-sang irlandaise. Appartenant à l'écurie Niarchos, elle est élue meilleure pouliche de 3 ans en Europe en 2018.

## Carrière de courses
Née et élevée dans le haras irlandais de la famille Niarchos, entraînée par Jessica Harrington, Alpha Centauri débute de façon impressionnante dans un maiden à Naas en mai de ses 2 ans, montée par celui qui sera son unique jockey, Colm O'Donoghue. Elle confirme dans une Listed, toujours à Naas, où elle bat plus facilement encore la pouliche qu'elle avant devancée trois semaines plus tôt, Actress, future lauréate de groupe 3. On la retrouve ensuite à Ascot, durant le meeting royal, mais elle doit s'incline d'une encolure derrière la Française Different League. À l'automne, elle est l'une des concurrentes en vue des Moyglare Stud Stakes, mais elle échoue nettement, loin derrière un trio de pouliches Coolmore, les championnes Happily (élue meilleure 2 ans européenne en fin de saison) et Magical, ainsi que September.  
En 2018, Alpha Centauri manque complètement sa rentrée dans le 1000 Guineas Trial de Leopardstown, si bien qu'elle passe pour une chance secondaire dans les Irish 1000 Guineas. Mais cette rentrée ratée n'était qu'un accident : l'élève de Jessica Harrington gagne ses galons classiques au Curragh, et son premier groupe 1. Elle confirme brillamment à Ascot dans les Coronation Stakes, qui fait office de finale des Guinées européennes puisqu'on trouve dans le peloton, qu'elle laisse à 6 longueurs, les lauréates des Guinées anglaises et françaises, Billesdon Brook et Teppal. Et, forte de statut de meilleure 3 ans d'Europe sur le mile, elle enchaîne avec un troisième groupe 1 d'affilée dans les Falmouth Stakes. En août, elle continue sur sa lancée dans le Prix Jacques Le Marois, pour sa première confrontation avec les chevaux d'âge, dominant facilement certains des meilleurs milers du continent. Sa formidable série de quatre victoires de groupe 1 d'affilée est stoppée en septembre où, après un été chargé, elle doit baisser pavillon face à une autre championne, la Britannique Laurens, tout en versant dans les derniers mètres. Cette défaite s'explique aisément : la pouliche s'est blessée dans la ligne droite et, le lendemain de la course, Jessica Harrington annonce que la pouliche ne courra plus. Alpha Centauri se retire avec un titre de meilleure 3 ans européenne de l'année et beaucoup de regrets eu égard à sa blessure. Son rating de 124 fait d'elle la meilleure 3 ans au monde à égalité avec la championne japonaise Almond Eye.  

### Résumé de carrière
| Date         | Hippodrome   | Pays        | Course                    | Statut      | Distance    | Jockey        | Place       | Écart       | Vainqueur ou deuxième |
| 2017, 2 ans  | 2017, 2 ans  | 2017, 2 ans | 2017, 2 ans               | 2017, 2 ans | 2017, 2 ans | 2017, 2 ans   | 2017, 2 ans | 2017, 2 ans | 2017, 2 ans           |
| ------------ | ------------ | ----------- | ------------------------- | ----------- | ----------- | ------------- | ----------- | ----------- | --------------------- |
| 1er mai      | Naas         | Irlande     | Maiden                    |             | 1 200 m     | C. O'Donoghue | 1er / 14    | 2 ½         | Actress               |
| 21 mai       | Naas         | Irlande     | Fillies' Sprint Stakes    | Listed      | 1 200 m     | C. O'Donoghue | 1er / 5     | 5           | Actress               |
| 23 juin      | Ascot        | Royaume-Uni | Albany Stakes             | Gr. 3       | 1 200 m     | C. O'Donoghue | 2e / 20     | encolure    | Different League      |
| 10 septembre | Curragh      | Irlande     | Moyglare Stud Stakes      | Gr. 1       | 1 200 m     | C. O'Donoghue | 5e / 8      | 6 ½         | Happily               |
| 2018, 3 ans  |              |             |                           |             |             |               |             |             |                       |
| 14 avril     | Leopardstown | Irlande     | 1000 Guineas Trial Stakes | Gr. 3       | 1 400 m     | C. O'Donoghue | 10e / 13    | 11          | Who's Step            |
| 27 mai       | Curragh      | Irlande     | Irish 1000 Guineas        | Gr. 1       | 1 600 m     | C. O'Donoghue | 1er / 13    | 1 ¾         | Could It Be Love      |
| 22 juin      | Ascot        | Royaume-Uni | Coronation Stakes         | Gr. 1       | 1 600 m     | C. O'Donoghue | 1er / 12    | 6           | Threading             |
| 13 juillet   | Newmarket    | Royaume-Uni | Falmouth Stakes           | Gr. 1       | 1 600 m     | C. O'Donoghue | 1er / 7     | 4 ½         | Altyn Orda            |
| 12 août      | Deauville    | France      | Prix Jacques Le Marois    | Gr. 1       | 1 600 m     | C. O'Donoghue | 1er / 11    | 2 ½         | Recoletos             |
| 15 septembre | Leopardstown | Irlande     | Matron Stakes             | Gr. 1       | 1 600 m     | C. O'Donoghue | 2e / 7      | 3/4         | Laurens               |

## Au haras
De retour dans son pays natal, Alpha Centauri est saillie par celui qui passe pour le meilleur étalon du monde, Galileo, mais ses deux produits ne peuvent se mettre en évidence. En 2023, elle et sa sœur sont acquises par Coolmore pour chacune 6 millions d'euros lors d'une dispersion de l'élevage Niarchos.  

## Origines
Alpha Centauri est née dans la pourpre. Son père, Mastercraftsman (2006-2021), fut le champion de sa génération avant l'avènement de son contemporain Sea The Stars. Meilleur 2 ans européen en 2008 grâce à ses succès dans les Phoenix Stakes et les National Stakes, il a remporté l'année suivante les Irish 2000 Guineas et des St. James's Palace Stakes. Il est devenu un étalon de valeur dont le prix de saillie culmina à 40 000 € en 2015. Il a donné une dizaine de lauréats de groupe 1 sur les deux hémisphères, parmi lesquels The Grey Gatsby (Prix du Jockey Club, Irish Champion Stakes), Amazing Maria (Falmouth Stakes, Prix Rothschild) ou Kingston Hill (Racing Post Trophy, St. Leger).
Sœur de deux lauréates de groupe 1 (Alpine Star et Discoveries), Alpha Centauri appartient à l'une des plus prestigieuses familles de l'élevage Niarchos, et l'une des plus spectaculaires qui soit puisque sa deuxième mère est East of The Moon et sa troisième mère n'est autre que la grande Miesque, dont on appréciera la fabuleuse progéniture sur la page qui lui est consacrée.

### Pedigree
| Origines de Alpha Centauri (IRE), jument grise née en 2015 | Origines de Alpha Centauri (IRE), jument grise née en 2015 | Origines de Alpha Centauri (IRE), jument grise née en 2015 | Origines de Alpha Centauri (IRE), jument grise née en 2015 |
| ---------------------------------------------------------- | ---------------------------------------------------------- | ---------------------------------------------------------- | ---------------------------------------------------------- |
| Père Mastercraftsman                                       | Danehill Dancer                                            | Danehill                                                   | Danzig                                                     |
| Père Mastercraftsman                                       | Danehill Dancer                                            | Danehill                                                   | Razyana                                                    |
| Père Mastercraftsman                                       | Danehill Dancer                                            | Mira Adonde                                                | Sharpen Up                                                 |
| Père Mastercraftsman                                       | Danehill Dancer                                            | Mira Adonde                                                | Lettre d'Amour                                             |
| Père Mastercraftsman                                       | Starlight Dreams                                           | Black Tie Affair                                           | Miswaki                                                    |
| Père Mastercraftsman                                       | Starlight Dreams                                           | Black Tie Affair                                           | Hat Tab Girl                                               |
| Père Mastercraftsman                                       | Starlight Dreams                                           | Reves Celestes                                             | Lyphard                                                    |
| Père Mastercraftsman                                       | Starlight Dreams                                           | Reves Celestes                                             | Tobira Celeste                                             |
| Mère Alpha Lupi                                            | Rahy                                                       | Blushing Groom                                             | Red God                                                    |
| Mère Alpha Lupi                                            | Rahy                                                       | Blushing Groom                                             | Runaway Bride                                              |
| Mère Alpha Lupi                                            | Rahy                                                       | Glorious Song                                              | Halo                                                       |
| Mère Alpha Lupi                                            | Rahy                                                       | Glorious Song                                              | Ballade                                                    |
| Mère Alpha Lupi                                            | East of The Moon                                           | Private Account                                            | Damascus                                                   |
| Mère Alpha Lupi                                            | East of The Moon                                           | Private Account                                            | Numbered Account                                           |
| Mère Alpha Lupi                                            | East of The Moon                                           | Miesque                                                    | Nureyev                                                    |
| Mère Alpha Lupi                                            | East of The Moon                                           | Miesque                                                    | Pasadoble (famille 20)                                     |